# Plattling
Plattling è un comune tedesco di 12 568 abitanti, situato nel land della Baviera.